# Vesnický trh
Vesnický trh (uváděno též jako Výroční trh, německy Der Jahrmarkt, Der Dorfjahrmarkt nebo Lukas und Bärbel) je komická opera ve formě singspielu českého skladatele Jiřího Antonína Bendy. Libreto napsal gothajský archivář (Johann) Friedrich Wilhelm Gotter (1746–1797), jenž zachytil prostředí vesnického jarmarku s řadou typických figurek (postava hostinského, Lukášovy matky, hubaté prodavačky Lenky apod.). 

## Vznik
Jiří Antonín Benda byl od roku 1750 kapelníkem dvorní kapely sasko-gothajsko-altenburského vévody Fridricha III. a následně Arnošta II. Pokud jde o vlastní tvorbu, věnoval se v této funkci především instrumentálním a církevním skladbám; v polovině 60. let 18. století napsal pro vévodský dvůr tři italské opery, jejichž uvedení však zůstalo epizodou. Náhlým a plodným podnětem pro hudebně-dramatickou tvorbu v německém jazyce pro něj znamenal pobyt v Gotě divadelní společnosti Abela Seylera (1730–1800), jedné z nejvýznamnějších německých divadelních společností 18. století, která měla značný význam mj. pro vývoj německé zpěvohry. Společnost působila nejprve u kulturně proslulého dvora vévodkyně Anny Amálie ve Výmaru, ale po požáru zámeckého divadla roku 1774 se společnost přesunula právě do Bendova působiště Gothy. Ačkoli Seylerova společnost opustila Gothu již v září 1775 – nahradilo ji nově zřízené samostatné vévodské divadlo – stihl pro ni Benda napsat svá nejvýznamnější hudebně dramatická díla: melodramy Ariadna na Naxu a Medea a komické opery (singspiel) Vesnický trh, Romeo a Julie a Walder.
Podle pamětí herce Johanna Christiana Brandese měl Benda původně zamýšlet zhudebnění prozaické jednoaktové veselohry Johanna Jakoba Engela Vděčný syn, avšak proti tomu protestoval slavný herec Seylerovy společnosti Conrad Ekhof, který měl v činohře parádní roli. Gothajský literát Gotter měl tedy podle Engelova celkového rozvrhu napsat pro Bendu značně odlišné libreto na podobný námět. Důvěryhodnost Brandesových pamětí však bývá zpochybňována (herec například tvrdil, že k napsání singspielu Bendu podnítil úspěch jeho dvou melodramů, ačkoli kompozice Vesnického trhu jejich uvedení předcházela).
Seylerova společnost uvedla Vesnický trh ve vévodském divadle 10. února 1775 – jen tři týdny po premiéře Ariadny na Naxu. V této původní verzi měl Vesnický trh jeden akt, postrádal předehru a obsahoval 14 hudebních čísel. Když o dva a půl měsíce později, 26. dubna 1775, Seyler uvedl tuto operu v nejbližším velkém obchodním centru Lipsku, jednalo se o značně rozšířenou verzi – některá hudební čísla doplnil Benda, avšak další dopsal lipský skladatel Johann Adam Hiller, považovaný za zakladatele severoněmeckého singspielu, na dodatečné texty Johanna Jakoba Engela. V této podobě měl Vesnický trh již dvě dějství, předehru a 22 zpěvních čísel. I v dalším uvádění se – v souladu s dobovými divadelními zvyklostmi – partitura velmi měnila, zachovala se řada variantních znění (například tři různé verze předehry). Ještě větším změnám podléhaly mluvené dialogy. Za definitivní autorské znění považují muzikologové verzi redukovanou zpět na jeden akt, z níž byly vypuštěny Hillerovy přídavky (například celá poněkud antisemitská scéna se židovským zlodějem Nathanem) i některé Bendovy původní melodie, jako dětská ukolébavka Zuzanky, sestry hlavní hrdinky Barušky, nebo chvalozpěv na lenost, který pro Baruščina otce Pavla Benda napsal – dokonce ve dvou verzích – na slova populární básně Gottholda Ephraima Lessinga. Finální verze se tak soustředí na menší počet rozsáhlejších hudebních čísel (na rozdíl od soudobé francouzské opéry comique nebo například Hillerovy produkce) soustředěných na základní příběh a charakterizaci hlavních postav.

## Charakteristika
Gotterovo libreto je ve svém celku dosti originální, i když má své předobrazy. S Engelovou hrou Vděčný syn má Vesnický trh především stejné téma vojenského verbování, jeho pochybných metod a dopadů; originální prostředí vesnického jarmarku je zřejmě inspirováno Goethem (Jahrmarktsfest aus Plundersweilen); dramatická struktura je inspirována dílem spisovatele Christiana Felixe Weißeho, který byl jakožto libretista J. A. Hillera spoluzakladatelem severoněmeckého singspielu. Muzikoložka a odbornice na J. A. Bendu Zdeňka Pilková zdůrazňuje, že „Gotterova práce není […] pouhou  kompilací a má mnoho sympatických, životných rysů. Je to realistický žánrový obrázek s tehdy aktuální tematikou, v němž je lidové prostředí idealizováno jen minimálně […]. Kromě běžné situační komiky obsahuje i skutečnou dramatickou zápletku.“ Muzikolog Jan Trojan označuje děj za „prostinký“. Text dialogů je – nakolik je možné soudit při existenci četných variant – psaný plynulým, přirozeným jazykem a účinně přispívá k charakterizaci postav – podle muzikologa Thomase Baumanna „Gotter překročil hranice typických figurek německé komické opery, když napsal postavy jako verbíř Fikfak a jeho nešťastná oběť Lukas“ – méně zdařilé jsou veršované části sloužící jako podklad pro árie. Cekově je toto libreto podle Baumanna „čistá fraška“. Tím se však občas dostává do rozporu s hudbou; jak Baumann konstatuje, libretista a skladatel „své úsilí spíše koordinovali než kombinovali“, a Fritz Brückner míní, že „[z]jevně usiloval básník o komické a skladatel o vážné“. 
Bendova hudba k Vesnickému trhu je značně rozmanitá. Předehra (ve všech dochovaných verzích) má formu třívěté symfonie a není se zbytkem hry nijak hudebně provázána, navozuje jen obecně atmosféru vesnického trhu. Zpěvní čísla sahají od jednoduché a výrazné písně kramářky Lenky vychvalující své zboží a dětsky prosté ukolébavky malé Zuzanky přes náročnější charakterizační ariety Lukáše a Fikfaka a dramatické ansámbly, jako jsou hádka Lukáše s Baruškou a vypjatý duet Fikfaka s Lukášovou matkou Evou, až po velkou scénu a ozdobnou závěrečnou árii Barušky dosahující až tříčárkovaného e. Rovněž orchestrace technikou i nápaditostí přesahuje to, co bylo pro soudobý komický singspiel běžné. Pilková vyzdvihuje melodickou, harmonickou a instrumentační tvárnost Bendovy hudby a míní, že se skladatel „všude vyhnul poloze frašky a pod obvyklým rámcem situační komiky dovedl rozehrát citově bohatou a na mnoha místech i dramaticky vyhrocenou hudbu“.
Zdůraznění a hudební náročnost role Barušky, a konkrétně zařazení její (pro děj nepotřebné) koloraturní árie na konec opery, je možné považovat za úlitbu první představitelce, Josephě Hellmuthové, ale také za výraz Bendova zájmu o ženské hrdinky, které i v jiných jeho dílech zaujímají větší úlohu, než by se z textových předloh zdálo. Specifické Bendovy záměry prozrazuje i hudební charakterizace šikovatele Fikfaka (již Pilková označuje za „mistrnou“); zatímco libreto ho vykresluje jako namyšlenou komickou figurku typu Kecala z Prodané nevěsty, hudba jde proti takovému chápáni a (podle muzikologa Rudolfa Pečmana) „jsou to právě Fikfakovy árie, které téměř úplně postrádají fraškovitost“; je to charakter „lstivý, pokrytecký, hrubý myslí i činem, nízkých mravů“ a Pečman mu přisuzuje „démonický nádech“ a přirovnává ho k Donu Pizarrovi z Beethovenova Fidelia. V definitivní verzi má Fikfak tři árie a tři ansámbly, Baruška čtyři árie – vysoce ceněnou úvodní píseň, „romanci“ (vlastně baladu připomínající kramářskou píseň), „velkou scénu“ a závěrečnou árii – a dva ansámbly, až za nimi je Lukáš se dvěma áriemi a třemi ansámbly. Namísto klasicistní lidové frašky zamýšlené Gotterem se tak už v Bendově zpracování nabízí příběh s hrdinou kolísajícím mezi silami dobra ztělesněnými ženskou postavou a silami zla ztělesněnými mužskou postavou, jaký je charakteristický pro romantismus (např. Faust, Fidelio, Čarostřelec, Robert ďábel...). Z árií vedlejší postav byly v poslední verzi zachovány jen charakterizační árie plukovníka – předjímající jeho blahovolné zásahy jako deus ex machina do příběhu – a „reklamní“ píseň kramářky Lenky, která spolu s úvodním sborem navozuje atmosféru vesnického trhu; příznačně jde o první tři hudební čísla. Všechna zbývající se soustředí na tři protagonisty. Pro Bendův hudebně-dramatický záměr je rovněž charakteristické využití ansámblů – pomineme-li krátký závěrečný tercet, slouží k vystižení dramatického konfliktu, a nikoli jen k statické ozdobě; například jediný duet zamilovaného páru je jejich hádka. Podle Rudolfa Pečmana „svým novátorským přístupem k funkci duetu v hudebně-dramatické kompozici byl Benda ve své době novátorský a zcela originální. […] nesnaží se o pouhé vykreslení charakterů, ale spíše o vystižení dramatické situace […]“. Opačný názor zastává Thomas Baumann, podle něhož Bendovy ansámbly ve Vesnickém trhu „staví více na osobnosti než na dramatické interakci“.
I proto měly Bendův Vesnický trh (spolu s jeho následujícím singspielem Romeo a Julie) značný význam pro vývoj německé zpěvohry. Pilková ho řadí do „vývojově pokročilejší etapy singspielu“ a Pečman – stejně jako před ním již Vladimír Helfert – ho považuje za „předzvěst“ Beethovenova Fidelia. Hudební kritička Eva Pensdorfová dokonce hovoří o „předzvěsti“ Smetanovy Prodané nevěsty (stejně jako před ní již Jan Branberger) a tvrdí, že Vesnický trh má „nejen význam v historii opery, ale i životnost a půvab“ a „je nám podnes dokladem inteligentní muzikálnosti českého emigranta“. Také podle recenzenta nahrávky Vesnického trhu v Hudebních rozhledech tato opera „nepohybně (sic!) patří k tomu umělecky nejcennějšímu, co bylo v tomto oboru napsáno před Mozartem. Nad vídeňskou produkci jde Benda vysoko seriózností práce, značně širší výrazovou škálou, propracováním instrumentálního doprovodu a leckdy skutečně mistrnou charakteristikou postav.“

## Inscenační historie
Seylerova společnost uvedla Vesnický trh záhy po Lipsku též v Altenburgu. Již 26. října 1775 ho hrála Prölßova společnost v Drážďanech, následovaly premiéry mj. v Hamburku, Hannoveru a Frankfurti nad Mohanem; 18. června 1778 pak Vesnický trh uvedla společnost Karla Gottlieba Döbbelina v Berlíně. Benda sám řídil nastudování své opery v Mannheimu, významném hudebním centru té doby, kde měl Vesnický trh premiéru 13. února 1780 a kde mu Benda patrně dal definitivní podobu.
Benda vkládal naděje do uvedení Vesnického trhu (s jeho synem Christianem Hermannem Bendou v roli Lukáše) v „Německém národním divadle“ založeném Josefem II. ve Vídni, ale neměl tam štěstí: singspiel tam byl uveden 15. dubna 1779, ale dosáhl jen čtyř představení (poslední roku 1780). V samotném Německu ho však uváděla řada divadelních společností na různých místech až do konce 18. století a někde i déle (Brémy 1803); v Rize, patřící tehdy Ruskému impériu, ho uvedlo německojazyčné Vietinghoffovo divadlo poprvé 12. (23.) října 1782. Jediný doložený překlad Vesnického trhu z té doby je do dánštiny; pod názvem Markedet ho pořídili Søren Sønnichsen a Niels Henrik Weinwich a měl premiéru 21. listopadu 1788 v kodaňském divadle Theater paa Kongens Ugstore, dosáhl však zřejmě jen jedné reprízy.
V novější době byl Vesnický trh uveden nejprve ve Würzburgu 5. prosince 1915 v úpravě dr. Ludwiga Landshoffa. Přelomem byla vědecká publikace partitury a různých variant Vesnického trhu v 64. svazku edice Denkmäler deutscher Tonkunst v roce 1930, sestavená prof. Theodorem Wilhelmem Wernerem, která učinila další divadelní uvádění mnohem snazším. První představení podle této nové edice bylo uvedeno v květnu 1931 v Hannoveru pod Wernerovým vedením při příležitosti oslav stého jubilea tamější Vysoké technické školy (nyní Leibnizova univerzita).

### Česko
O uvádění Vesnického trhu v českých zemích v Bendově době je málo zpráv; stejně jako ve zbytku rakouské monarchie nebylo časté, zřejmě pod dojmem neúspěchu vídeňské inscenace roku 1779. Je možné, že se s ním obecenstvo seznámilo v podání některé z hostujících německých společností, z nichž měla řada Vesnický trh v repertoáru. S jistotou ho uvedla v roce 1789 v městském divadle Brně společnost Karla Ludwiga Wotheho (stejně jako singspiely Romeo a Julie a Dřevorubec).
I když povědomí o Bendových singspielech nezaniklo, na rozdíl od jeho melodramů se dočkaly v Česku renesance až v moderní době. V době první republiky se o propagaci Bendova díla zasadil hudební vědec Vladimír Helfert, který mu věnoval řadu prací včetně nedokončeného životopisu a který 22. ledna 1935 – v rámci kolegia hudebního semináře Masarykovy univerzity – uvedl v československém rozhlase rozhlasovou inscenaci Vesnického trhu v překladu Zdeňka Knittla. 5. prosince 1936 se Vesnický trh objevil rovněž v německém vysílání československého rozhlasu, v úpravě a pod řízením doktora Ernsta Latzka. Další zkrácenou verzi této opery uvedl Československý rozhlas 15. ledna 1946 pod řízením Karla Ančerla, zpívali Karel Leiss, Vlasta Urbanová a Karel Kalaš. Různé výňatky, zejména pak předehra, se poté objevovaly na koncertech a v rozhlase pravidelně a roku 1968 pořídil Supraphon nahrávku hudebních čísel opery v originálním německém znění.
První novodobou scénickou podobu uvedli až roku 1979 členové Operního studia Akademie múzických umění v Praze. Premiéra se konala 22. března a inscenace byla kombinována s jednoaktovkou Abú Hasan C. M. von Webera. V překladu Evy Bezděková nesla opera název Výroční trh, dirigoval Oliver Dohnányi, režii měla Eva Charvátová a výpravu navrhl Jan Vojta. I další uvedení, tentokrát opět pod názvem Vesnický trh, bylo školní – 30. dubna 2014 ho hráli v Divadle Na Rejdišti žáci Pražské konzervatoře.
Poslední provedení této opery plánuje v sezóně 2022 soubor Musica Florea. Dílo tak zazní např. v Šumperku nebo v Praze v rámci 20. festivalového cyklu Musica Florea.

## Postavy
- Lukas (Lukáš) – tenor
- Bärbchen (Baruška), jeho nevěsta – soprán
- Eve nebo Eva, Lukášova matka – soprán
- Lene nebo Lenchen (Lenka), Tyrolačka – soprán
- Plukovník – tenor
- Fickfack (Fikfak), šikovatel – bas
- Poručík – mluvená role
- [Suschen (Zuzanka) – soprán]
- Paul (Pavel), sedlák, Baruščin otec – mluvená role (bas)
- Greif, krčmář – mluvená role
- [Nathan, žid – mluvená role]
- Tobis (Tobiáš), Jeremis (Jeremiáš), Michel (Michal) a Jobst (Jošt), sedláci – mluvené role
- Sedláci a selky, vojáci, prodavači a prodavačky, vyvolávači aj.[pozn. 1][31]

## Děj opery
(Odehrává se v městečku Kirschleben poblíž Lipska během výročního trhu.)
Na náměstičku jsou krámky prodavačů včetně výčepu, u kterého popíjejí místní muži (č. 1 sbor Trinkt! Trinkt! Trinkt!). Hovoří o zdejším pánovi, královském plukovníkovi, který se nedávnou vrátil, aby strávil penzi na svém zámku – a o jeho bratranci, poručíkovi pověřenému náborem dobrovolníků do vojska, který se v okolí neblaze proslavil pronásledováním místních děvčat. Oba diskutovaní se vzápětí objeví. Plukovník hledí se zálibou na místo, kde strávil své šťastné dětství a hodlá strávit spokojené stáří (č. 2 árie Hier steh ich, von Gefühl durchgedrungen). Zastává se zdejšího lidu proti poručíkovi, který se na něj dívá svrchu, a vyčítá bratranci jeho zálety. Rázná prodavačka šatstva a suvenýrů Lenchen vychvaluje své zboží (č. 3 árie Schöne Herren, schaut und wählet), ale důstojníci u ní nic nekoupí; nato poručík odbíhá za jistou dámskou záležtostí.
Plukovník si všímá příchodu pohledné Bärbchen, která zdobí klobouk pro svého ženicha Lukase (č. 4 árie Ja, Lukas, dieser Hut soll dich). Zapřede s ní rozhovor a v něm si dívka stěžuje, že její otec a Lukasova matka sice se svatbou svých dětí souhlasí, nemohou se však dohodnout na jejím datu. Bärbchen se strachuje, aby neskončila jako její přítelkyně, kterou to den před svatbou zasypalo v hlinném dole (č. 5 romance In unserm ganzen Dorf war sie). Žehrá plukovníkovi i na nežádoucí zájem, který o ni projevuje jeho bratranec. Plukovník slibuje přímluvu u rodičů, a co do poručíka jí radí, aby ho bez rozpaků a bez obav vykázala do patřičných mezí. [Poté na Bärbchen narazí její mladší sestra Suschen se svou panenkou, kterou taky pojmenovala „Lukas“; připomíná sestře, že zapomněla na otcovy narozeniny, zatímco ona ho poctila písničkou – Schlaf immerhin am Abend deines Lebens.]
Vzápětí se skutečně objeví poručík a obletuje Bärbchen. Ta, povzbuzena plukovníkou radou, se mu brání nejprve slovně a pak mu vytne políček. Ale ro poručíka jen rozdráždí; násilím ji obejme a políbí. V tomto nejnepříhodnějším okamžiku přichází Lukas. Vida Bärbchen v poručíkově náručí, ztropí žárlivou scénu a rozdupe svatební klobouk, který mu Bärbchen přichystala. To si Bärbchen nedá líbit a mladý pár se prudce škorpí (č. 6 duet Glaubest du mit Schmeicheleien). Poručík si nad jejich rozepří mne ruce. Nato mu jeho feldvébl Fickfack hlásí, že jim ještě chybí alespoň tři rekruti pro zítřejší transport. Poručíka napadne, že se rivala Lukase nejlépe zbaví tak, že využije jeho rozpoložení a nechá ho naverbovat – a Fickfack umí přesvědčovat jako nikdo jiný (č. 7 árie Lassen Sie mich immer spaßen). [Po odchodu poručíka si dává Fickfack načepovat a zpívá o přednostech alkoholu před láskou – Von nun an, o Liebe, verlass ich dein Reich.]
Ve výčepu také Fickfack odchytne rozčarovaného Lukase a vychvaluje mu vojenský stav, který z něho udělá skutečného muže (č. 8 árie Anfangs wird das Herzchen dir pochen). Trpělivě Lukase napájí a poslouchá jeho vyprávění o nevěrné milé (č. 9 árie Ach, ich liebte sie so zärtlich). Dobře vedenými poznámkami přivede Lukase k tomu, aby sám požádal o zápis do vojska. K oběma mužům se přitočí Lenchen, které Fickfack sliboval už dlouho manželství; i nyní se dušuje, že zítra pojede do hlavního města pro svatební povolení. On i Lukas se loučí s městečkem (č. 10 tercet Lenchen, Lukase a Fickfacka Pflicht und Ehre winken).
Dva místní muži narazí na čerstvě naverbovaného Lukase, diví se a vyčítají mu, že nechává Bärbchen samotnou. Lukas začíná litovat a Fickfack se zlobí, že se novina roznese a nastanou potíže. Skutečně vzápětí přibíhá Bärbchen a lamentuje (č. 11 recitativ a árie Was hör ich, o Geliebter! … Dich lass ich nicht aus meinen Armen). Brzy poté je tu i Lukasova matka Eva a další sousedé. Lukas jim vysvětluje, proč se nechal vzít k vojsku i proč by od toho nyí chtěl odstoupit (č. 12 árie Schon lockte mich der Schall der Ehre [varianty Fremd sind Euch die sanfte Triebe a Ruhm kann mich nicht]). Fickfack však žádosti lidí ani Lukase samotného o vyvázání ze smlouvy odmítá. Když se Lukas pokusí utéci, pošle za ním Fickfack vojáky, aby ho chytli.
Zoufalá Bärbchen si stěžuje svému otci Paulovi (č. 13 árie Ach Vater! – die Werber!). Flegmatický otec neví, co si počít, a Bärbchen jde raději hledat pomoc na zámek. [Paul na osamělém náměstí vyznává své krédo lenosti – Fauheit, itzo will ich dir] Fickfack a vojáci přivádějí spoutaného Lukase a Fickfack vyhrožuje všem, kdo verbování maří (č. 14 árie Was für Gesperre!). Odmítá i všechny argumenty Evy, proč je její syn neschopný k vojenské službě (č. 15 duet Fort mit ihm, Marsch!).
Bärbchen přivádí plukovníka s poručíkem v závěsu. Plukovník chce situaci napravit, ale poručík se zpěčuje, neboť nábor vojájků je jeho výsostná pravomoc. Plukovník mu však ukáže dopis od krále: pro nezákonné verbovací metody byl poručík zbaven tohoto úkolu a má neprodleně nastoupit ke své jednotce. Smlouva s Lukasem je proto neplatná. Navíc plukovník rozkazuje, aby se jeho svatba s Bärbchen konala ještě dnes, na jeho útraty. Bärbchen děkuje svému dobrodinci (č. 16 árie Mein Retter, mein Befreier). Plukovník chce potrestat i Fickfacka, ale nakonec od toho upustí s ohledem na délku jeho služby a projevenou lítost. Všichni chválí dobrého pána (č. 17 sbor Muster guter Herren lebe).

## Instrumentace
Dvě flétny, dva hoboje, dva fagoty, dva lesní rohy, dvě trubky, tympány, smyčcové nástroje (housle, violy, violoncella, kontrabasy).

## Nahrávka
Nahrávku této opery (pouze zpívaných částí) pořídil Supraphon v roce 1968; vyšla na LP (SU 1 12 0460; též Archiv Produktion 198 468 a roku 1970 Eterna 8 26 005) a později na CD v roce 2003 (SU 3737-2 611). Zpívají: (Lukas) Hans-Joachim Rotzsch, (Bärbchen) Renate Krahmer, (Eva) Renate Hoff, (Lenchen) Renate Hoff, (plukovník) Jan Hlavsa, (Fickfack) Günther Leib. Pražský filharmonický sbor řídí Josef Veselka, Pražský komorní orchestr řídí Hans von Benda.